# Lake Walcott
Lake Walcott ist ein durch Aufstauen des Snake River gebildeter Stausee in Idaho im Nordwesten der USA. Er dient der Gewinnung elektrischer Energie und besitzt eine Insel, welche schlicht Bird Island heist. Der Minidoka National Wildlife Refuge grenzt an sein Südufer.